# إريرا دي لوس نافاروس
بلدية إريرا دي لوس نافاروس (بالإسبانية: Herrera de los Navarros) هي بلدية تقع في مقاطعة سرقسطة التابعة لمنطقة أراغون شمال شرق إسبانيا.

## الديموغرافيا
بلغ عدد سكان بلدية إريرا دي لوس نافاروس 604 نسمة عام 2011 (وفقاً للمعهد الوطني الإسباني للإحصاء).
| 605 | 611 | 610 | 647 | 648 | 630 | 604 |